# Войнилович, Томаш
Томаш Войнилович — представитель белорусского и литовского дворянского рода Войниловичи — рода герба Сырокомля, одного из древнейших шляхетских родов Великого княжества Литовского. Подстолий Новогрудский; основатель Свято-Никольского собора (Новогрудок) 1780 год. Томаш Войнилович пожертвовал средства на строительство Свято-Никольского собора, возведённого на ул. Бернардинской (Гродненской) в г. Новогрудке. Изначально возводился и существовал католический Костел, который действовал до 1831 года. С 1846 года и по сегодняшний день действует православный собор, освящённый в честь Николая Чудотворца; является кафедральным собором Новогрудской епархии.